# Frederik Brekling
Frederik Brekling, född 1629, död den 16 mars 1711 i Haag, var en dansk mystiker.
Brekling, som var prästson från trakten av Flensburg, drogs under studier i Giessen och sedermera genom umgänge med en apotekarlärling i Hamburg in i mystikens strömfåra och vände sin kritik särskilt mot det ortodoxa prästerskapet och dess döda tro. Efter hemkomsten till Danmark 1656 profeterade han om en nära förestående straffdom, vilken också kom med Karl X Gustavs krig. Under kriget var han fältpräst och sedan sin fars medhjälpare. Till konsistoriet i Flensburg inskickade han en skarp straffpredikan mot prästerna och lät trycka den (Speculum seu Lapis lydius). Med anledning därav fängslades han av superintendenten, men flydde 1660 till Nederländerna, blev präst i Zwolle och utvecklade där vidare den mystiska läran om "Kristus i oss" i Mysterium magnum med flera skrifter. Då han upptagit en sinnessjuk ung flicka i sitt hus (hon blev sedan hans hustru), avsattes han 1668 från ämbetet, livnärde sig en tid som korrekturläsare, fördjupade sig ytterligare i mystikens teologi och förberedde pietismen genom krav på livets fromhet. Han trädde i förbindelse med Gottfried Arnold och lämnade bidrag till dennes Unpartheyische Kirchen- und Ketzerhistorie.